# Asèl·lids

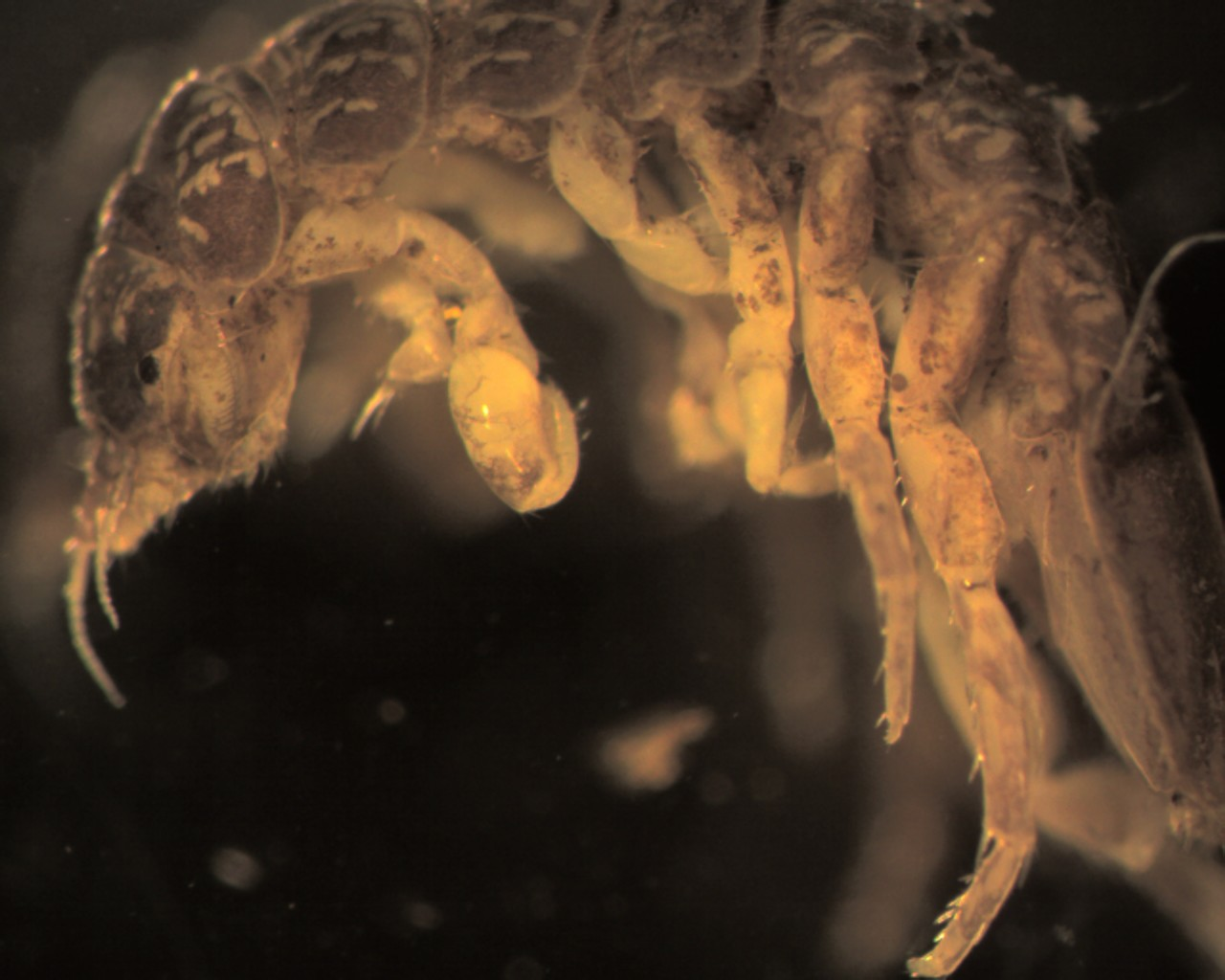
Vista lateral d'un asèl·lid

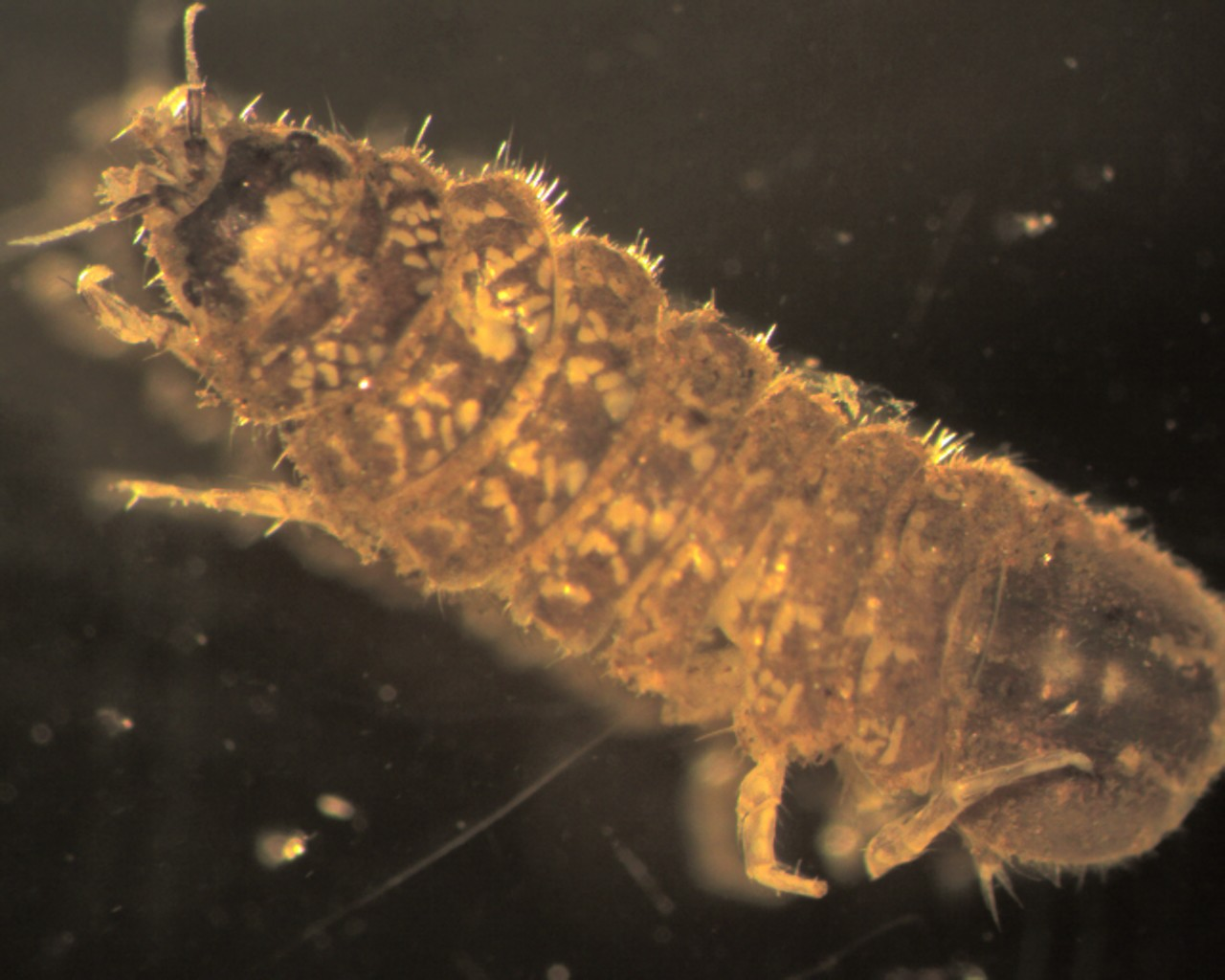
Vista superior

Els asèl·lids (Asellidae) són una família de crustacis isòpodes d'aigua dolça. Als Països Catalans hi viu l'espècie Proasellus coxalis.

## Descripció
Tenen el cos deprimit amb set parells d'apèndixs marxadors. El cap no és inclòs en un cefalotòrax com seria el cas de les gambes.

## Alimentació
Es nodreixen de detritus i de fulles que cauen al riu, sempre adobades amb els fongs i bacteris que les descomponen.

## Hàbitat
Viuen als rius en zones de substrat de sorres i argiles. Són més freqüents a les zones baixes, on els podem trobar associats als macròfits submergits o en vores arrecerades dels rius Fluvià i Ter, per exemple. També es troben a capçaleres temperades de muntanya, les quals pertanyen normalment a zones càrstiques. Tendeixen a ensorrar-se dins dels sediments de la llera dels rius, o, si més no, a restar mig coberts pels fragments de fulles i els detritus.

## Distribució geogràfica
Viuen a Nord-amèrica i Europa. Als Països Catalans només n'hi ha una única espècie (Proasellus coxalis), la qual posseeix moltes subespècies descrites que diferencien poblacions més o menys aïllades des de fa temps.

## Gèneres
- Asellus (Geoffroy, 1762)
- Baicalasellus (Stammer, 1932)
- Bragasellus (Henry & Magniez, 1968)
- Caecidotea (Packard, 1871)
- Calasellus (Bowman, 1981)
- Chthonasellus (Argano & Messana, 1991)
  - Chthonasellus bodoni (Argano & Messana, 1991)
- Columbasellus (Lewis, Martin & Wetzer, 2003)
  - Columbasellus acheron (Lewis, Martin i Wetzer, 2003)
- Gallasellus (Henry & Magniez, 1981)
  - Gallasellus heilyi (Legrand, 1956)
- Lirceolus (Bowman & Longley, 1976)
- Lirceus (Rafinesque-Schmaltz, 1820)
- Mancasellus (Harger, 1876)
  - Mancasellus macrourus (Garman, 1890)
- Nipponasellus (Matsumoto, 1962)
- Phreatoasellus (Matsumoto, 1962)
- Phreatosasellus (Matsomoto, 1962)
  - Phreatosasellus miurai (Chappuis, 1955)
- Proasellus (Dudich, 1925)
- Psammasellus (Braga, 1968)
  - Psammasellus capitatus (Braga, 1968)
- Remasellus (Bowman & Sket, 1985)
  - Remasellus parvus (Steeves, 1964)
- Salmasellus (Bowman, 1975)
- Sibirasellus (Henry & Magniez, 1993)
  - Sibirasellus parpurae (Henry & Magniez, 1993)
- Stygasellus (Chappuis, 1943)
  - Stygasellus phreaticus (Chappuis, 1943)
- Synasellus (Braga, 1944)
- Uenasellus (Matsumoto, 1962)
  - Uenasellus iyoensis (Matsumoto, 1960)[7][8][9][10][11][12][13]

## Observacions
Poden tolerar contaminacions tèrmiques i orgàniques, i fortes reduccions del cabal. És aquesta resistència davant la pol·lució la que els treu qualsevol valor com a bioindicadors de la qualitat de les aigües dels rius.